# Bülövqaya
Die Siedlung Bülövaqaya ist ein archäologisches Denkmal am linken Ufer des Flusses Sarisu, westlich des Dorfes Göynük im aserbaidschanischen Bezirk Babək.

## Forschung
Viele Merkmale der Siedlung wie die gefundene Keramikgruppe, die Technologie der Zubereitung, des Kochens, der Stickerei weisen große Ähnlichkeit mit Dalmā Tepe auf. Die hier gefundenen bemalten Keramiken ähneln denen aus Siedlungen im Nordwesten des Iran, die von Kul Tepe Jolfa, Seh Gabi und anderen Keramiken vom Dalma-Typ geprägt sind. Archäologische Ausgrabungen in der Siedlung Bülövqaya sind wichtig für die Untersuchung der Verbreitung der Dalmatepe-Kultur im Südkaukasus.